# 1985年ポルトガル議会選挙

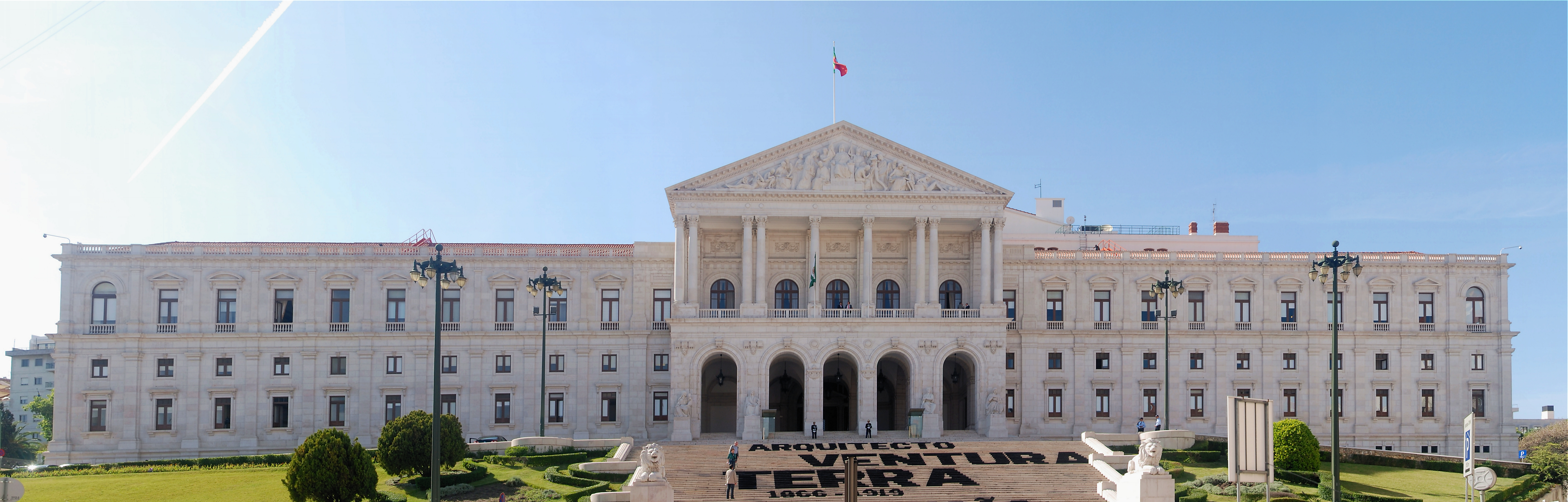
共和国議会議事堂（サン・ベント宮殿）

1985年ポルトガル議会選挙（1985ねんぽるとがるぎかいせんきょ、ポルトガル語：Eleições legislativas portuguesas de 1985）は、ポルトガル共和国の立法府である共和国議会（Assembleia da República）を構成する議員を選出するため、1985年10月6日に行われた選挙である。

## 概要
1983年の総選挙で発足したマリオ・ソアレスを首班とする社会党（PS）と社会民主党（PSD）の連立政権は、1985年6月、労働や農業問題、次期大統領選挙に関する両党協議が不調に終わり、PSDが政権から閣僚を引き上げたことで崩壊した。そして同年7月12日に共和国議会が解散したことを受け、10月6日に議会選挙の投票が行われた。

## 選挙制度
- 議会定数：250議席
- 選挙制度[1]：比例代表制（拘束名簿式）
  - 有権者は政党に投票
  - 選挙区毎にドント式で各政党に比例配分
  - 議席阻止条項は無し
- 選挙区[2]：22選挙区
  - ポルトガル本土：18選挙区
  - アゾレス諸島：1選挙区
  - マデイラ諸島：1選挙区
  - 国外欧州内選挙区：1選挙区
  - 国外欧州外選挙区：1選挙区
- 有権者：選挙権と被選挙権は共に18歳以上のポルトガル国民

## 選挙結果
- 投票日：1985年10月6日
- 投票率：74.16%
  - 有権者数7,818,981名

| 党派                  | 得票数     | 得票率     | 議席数 |
| --------------------- | ---------- | ---------- | ------ |
| 社会民主党（PPD/PSD） | 1,732,288  | 29,87      | 88     |
| 社会党（PS）          | 1,204,321  | 20,77      | 57     |
| 民主刷新党（PRD）     | 1,038,893  | 17,92      | 45     |
| 統一人民同盟（APU）   | 898,281    | 15,49      | 38     |
| 民主社会中道党（CDS） | 577,580    | 9,96       | 22     |
| その他の政党          | 202,247    | 3.49       | 0      |
| 白票                  | 48,709     | 0.84       | ―      |
| 無効                  | 96,610     | 1.67       | ―      |
| 合計                  | 5,798,929  |            | 250    |
| 男性当選者            | 男性当選者 | 男性当選者 | (234)  |
| 女性当選者            | 女性当選者 | 女性当選者 | (16)   |

- 出典
  - Assembleia da República 6/10/1985 CNE Resultados Eleitorais
  - Assembleia da República - 06/10/1985 CNE PORTUGAL
  - HISTORICAL ARCHIVE OF PARLIAMENTARY ELECTION RESULTS PORTUGAL 1985 (IPU)PDFfile

選挙の結果、前政権が推進した経済政策に対する国民の不満を集めることに成功したPSDが第1党に躍進し、PSは前回議席を大幅に下回る惨敗を喫した。しかし、PSDは第一党になったとはいえ、過半数を確保するには至らなかったため、第5党のCDSと連立政権を組んだ。選挙後の11月6日、PSDのアニーバル・カヴァコ・シルヴァを首班とする内閣が発足した。他党の結果では、アントニオ・エアネス大統領の支持者が選挙直前に結成したPRDがポルトガル共産党を中心とするAPUを上回って第3党となった。